# Kunstverzameling Katoen Natie
De Kunstverzameling Katoen Natie was de kunstverzameling van het gelijknamige Antwerpse bedrijf gehuisvest in de zetel van het bedrijf, genoemd HeadquARTers. Deze kunstverzameling ging op in de collectie van The Phoebus Foundation.

## Situering
De collectie was gedeeltelijk ondergebracht in een door Robbrecht en Daem architecten verbouwd geheel, bestaande uit vier 19de-eeuwse magazijnen en twee art-nouveau-woningen, gelegen aan de Antwerpse Van Aerdtstraat.